# Ian Madigan
Ian Madigan (Dublín, 21 de marzo de 1989) es un jugador de rugby irlandés que ha jugado para Blackrock College RFC, Ulster Rugby y la selección de rugby de Irlanda. Su principal posición es la de apertura, aunque también puede jugar de centro y zaguero.

## Carrera

### Leinster
Madigan debutó con Leinster en un partido Celtic League contra Newport Gwent Dragons en 2009. Madigan jugó en el equipo para la Heineken Cup y salió como suplente en la v ictoria final de la copa contra Northampton Saints. En la siguiente temporada intervino en la final de la Heineken Cup 2012 en Twickenham, con un largo pase a Sean O'Brien que le permitió meter a Sean Cronin para el ensayo final.
El 21 de marzo de 2014, Madigan hizo su partido n.º 100 con Leinster en un partido de liga regular, contra el equipo italiano Zebre. En la final del Pro 12 de la temporada 2013-14, salió en el minuto 9 en lugar de Brian O'Driscoll. Madigan estuvo impresionante en el partido con Leinster dominando la segunda parte del partido y ganó 34-12.

### Internacional
Después de una lesión de Jonathan Sexton durante el Torneo de las Seis Naciones 2013, Madigan fue incluido en la selección. Debutó, partiendo de suplente, en el partido contra Francia en Lansdowne Road el 9 de marzo de 2013. Nuevamente apareció como suplente en el partido contra Italia.
Madigan fue incluido en el equipo nacional para el Seis naciones 2014, haciendo una aparición en el minuto 68 en el partido final contra Francia. Irlanda ganó el partido 22-20, asegurando así su primer campeonato desde 2009, y su segunda victoria en París en 42 años.
Madigan intervino en todo el Seis Naciones 2015, haciendo apariciones de suplente en todos los partidos. Irlanda conservó su título del año previo, el número 13 de la competición. Fue la última vez que Irlanda retuvo el título desde 1949, habiendo compartido el campeonato de 1983 con Francia después de ganar en 1982. Celebró su vigésimo sexto cumpleaños el 21 de marzo, el mismo día que Irlanda fue coronada como campeona del hemisferio norte. 
Seleccionado para la Copa Mundial de Rugby de 2015, Madigan parece haber consolidado su lugar como apoyo 10 a Jonathan Sexton en el esquema irlandés, además de cubrir por toda la línea trasera. En el primer partido del campeonato, salió en el segundo tiempo, en sustitución de Sexton, logrando tres conversiones, contribuyendo así a la victoria de su equipo 50-7 contra Canadá. Volvió a ser muy efectivo con sus patadas a palos contra Rumanía, que terminó con victoria irlandesa 44-10, con cuatro transformaciones y dos golpes de castigo. Finalmente, volvió a puntuar en el último partido de la fase de grupos, victoria 9-24 sobre Francia, con una conversión y dos golpes de castigo. En el partido de cuartos de final, una derrota 43-20 frente a Argentina en el Millennium Stadium de Cardiff, Madigan volvió a conseguir puntos para su equipo gracias a dos conversiones y dos golpes de castigo.